# Topologiczna analiza danych
W matematyce, topologiczna analiza danych  (TAD) jest podejściem do analizy zbiorów danych z wykorzystaniem topologii. Wydobywanie informacji z danych, które są wysokowymiarowe, niekompletne i zaszumione, jest na ogół trudne. TAD dostarcza metody do analizy takich danych. 
Główną motywacją jest badanie kształtu danych. Jednym z głównych narzędzi są homologie trwałe, adaptacja homologii do badania danych w postaci chmury punktów.